# Isha Dyfan

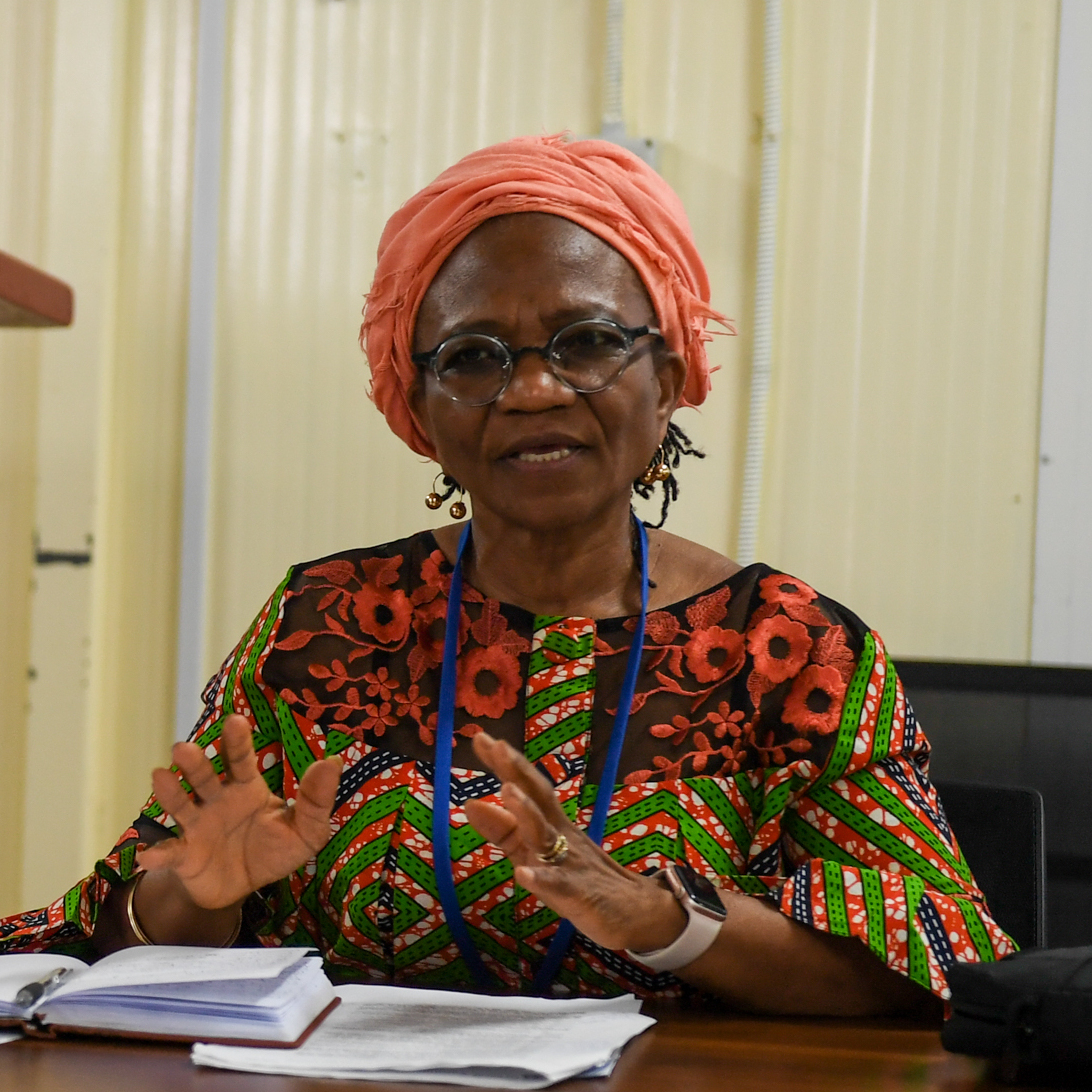
Isha Dyfan (2022)

Isha Lanla Dyfan (geb. 1955 in Kenema) ist eine sierra-leonische Juristin. Sie arbeitete für die gemeinsame Operation von Afrikanischer Union und Vereinten Nationen in Dafur und für Amnesty International. Seit 2020 ist sie unabhängige Expertin für den UN-Menschenrechtsrat zur Menschenrechtssituation in Somalia.

## Biographie
Isha Dyfan kam 1955 in Kenema im Südosten Sierra Leones zur Welt. Sie absolvierte ein Rechtswissenschaftsstudium an der University of London und erhielt 1984 die Anwaltszulassung für Großbritannien. Sie ließ sich aber in Sierra Leone als Anwältin nieder und praktizierte dort über zwölf Jahre, bis sie wegen des Bürgerkriegs (1991 bis 2002) in die USA ins Exil ging. Während dieser Zeit arbeiteten Dyfan, ihre Anwaltskolleginnen Yasmin Jusu-Sheriff und Patricia Kabbah mit Gruppen wie dem Mano River Women's Peace Network zusammen, um die internationale Gemeinschaft auf die Missstände in Sierra Leone aufmerksam zu machen.
Sie war sieben Jahre für verschiedene international aktive Frauen-NGOs in New York City tätig und beschäftigte sich dabei schwerpunktmäßig mit Friedens- und Sicherheitsheitsfragen. Sie war eine der Aktivistinnen, die sich erfolgreich für die Annahme der Resolution 1325 des UN-Sicherheitsrates einsetzten.
2004 wechselte sie zu den Vereinten Nationen, wo sie bei friedenssichernden Missionen in Liberia (UNMIL), Sudan (UNMIS) und der sudanesischen Provinz Darfur (UNAMID) zum Einsatz kam. 2010 ging sie als Senior Human Rights Officer ins Büro des UN-Hochkommissars für Menschenrechte in Genf, wo sie für die Koordination des Bereichs Frauenrechte und Geschlechtergerechtigkeit zuständig war.
Von 2013 bis 2018 war sie erneut für UNAMID, die hybride Mission der Vereinten Nationen und der Afrikanischen Union in Darfur (Sudan) tätig und leitete dort die Menschenrechtsabteilung.
2018 wechselte sie zu Amnesty International und wurde dort Direktorin der internationalen Rechtsabteilung.
Im Mai 2020 wurde sie vom Menschenrechtsrat der Vereinten Nationen zur unabhängigen Expertin für die Situation der Menschenrechte in Somalia ernannt. Im Mai 2024 absolvierte sie in Somalia in dieser Funktion ihren dritten Besuch. Sie berichtete, dass die Angriffe der Terrororganisation Al-Shabaab weiter viele Opfer vor allem unter der Zivilbevölkerung forderten. Sie unterstützte die Pläne der Regierung, forderte diese jedoch auf, stärker gegen geschlechtsspezifische Gewalt vorzugehen. Sie verwies auch auf die dramatischen Auswirkungen des Klimawandels. Allein vier Millionen Kinder seien durch die kriegerischen Auseinandersetzungen und die Klimaveränderungen vertrieben wurden, sie stellten 60 bis 70 % aller Flüchtlinge.

## Veröffentlichungen
Isha Dyfan war an einer Vielzahl von Veröffentlichungen beteiligt (z. B. Bericht des UN-Generalsekretärs 2002, UNIFEM-Report 2002, UNIFEM-DDR-Report 2004, DCAF-Report „Women in an Insecure World“). Sie war eine der 12 Experten ernannt, die die Leitlinien zu Genderfragen für UN-Friedensmissionen formulierten, die 2004 von der UN-Frauenrechtskommission angenommen wurden.